# Storsjöbadet

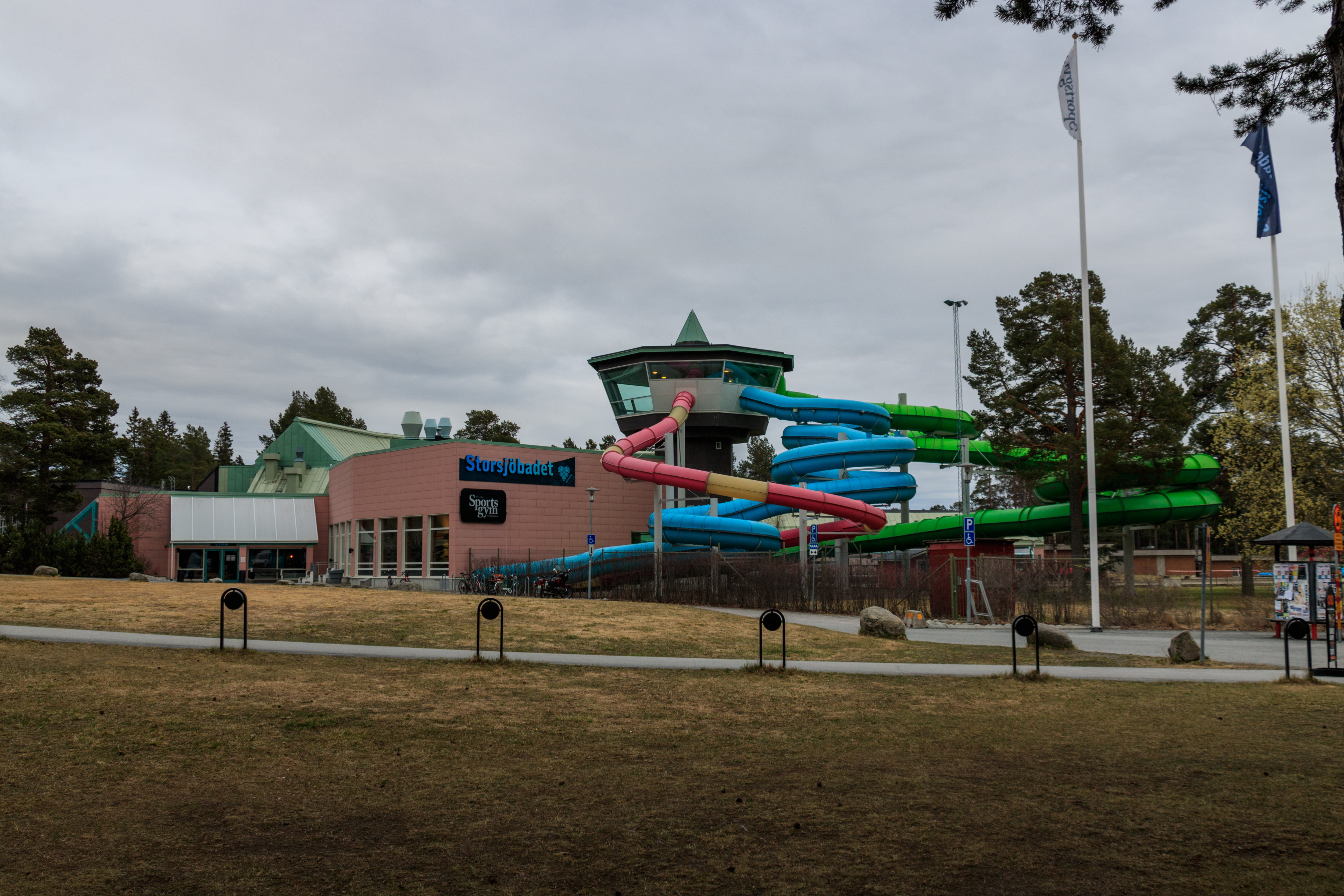
Storsjöbadet i Östersund

Storsjöbadet är ett badhus och äventyrsbad i Östersund som invigdes 1986.
Anläggningen har bland annat en motionsdel med sex stycken 25-metersbanor, upplevelsebassäng och grill/café. Utomhus finns en 50-metersbassäng och beachvolleyplan.
Mellan 2007–2008 genomfördes en stor renovering då bland annat en helt ny relaxavdelning, ett barnlandskap, tre rutschkanor och ett gym som drivs av Sportsgym Scandinavia tillkom.
2014 hade Storsjöbadet drygt 260 000 besökare.